# Anne Siegetsleitner
Anne Siegetsleitner (* 1968) ist eine österreichische Philosophin.

## Leben
Von 1987 bis 1993 studierte sie Philosophie, Psychologie, Pädagogik und Deutsche Philologie an der Universität Salzburg. Nach der Promotion zum Dr. phil. 1999 in Philosophie in Salzburg (Thema „Privatheitsrechte: Begriff, Begründung und ihre Relevanz für Email“) und der Habilitation 2012 (Lehrbefugnis für Philosophie, Thema: „Ethik und Moral im Wiener Kreis. Zur Geschichte eines engagierten Humanismus“) ebenda wurde sie 2013 Professorin für Praktische Philosophie an der Universität Innsbruck.
Seit 2021 leitet Siegetsleitner dort das Institut für Philosophie. 2017–2021 war sie Präsidentin, seit 2021 Präsidiumsmitglied der Österreichischen Gesellschaft für Philosophie. Sie ist Mitherausgeberin der Reihe Angewandte Ethik (Karl Alber-Verlag).

## Forschungsschwerpunkte
Ihre Schwerpunkte in Forschung und Lehre sind allgemeine Ethik, Metaethik, Geschichte der Ethik (Ethik und Moral im Wiener Kreis), Möglichkeiten einer normativen Ethik, Normenbegriff, angewandte Ethik, Informations- und Medienethik (Schutz der Privatsphäre, Vertrauen, Digitale Spaltung), Bioethik (Gen-, Reproduktionstechnologie, Schwangerschaft, Abtreibung, Sterbehilfe, Tierethik, Würdebegriff), Ethikkommissionen, Feministische Ethik, Theoretische Grundlagen der Angewandten Ethik, Kultur- und Sozialphilosophie, konzeptionelle Zusammenhänge von Menschenrechte, Geschlechterverhältnisse, Familienformen, Sozialphilosophie Bernard Bolzanos und Karl R. Poppers, philosophische Anthropologie, Philosophie des Alter(n)s, Transhumanismus, Philosophie der Politik und des Rechts, Hannah Arendt, Demokratie und Religion, Rechtspositivismus, Naturrecht, Verantwortung, Kants Eherecht, Ehre, Geschichte der Philosophie und logischer Empirismus, Philosophinnen.

## Schriften (Auswahl)
- E-Mail im Internet und Privatheitsrechte. München 2001, ISBN 3-495-48042-0.
- mit Nikolaus Knoepffler (Hg.): Menschenwürde im interkulturellen Dialog. München 2005, ISBN 3-495-48141-9.
- (Hg.): Logischer Empirismus, Werte und Moral. Eine Neubewertung. Wien 2010, ISBN 978-3-7091-0159-9.
- Ethik und Moral im Wiener Kreis. Zur Geschichte eines engagierten Humanismus. Köln 2014, ISBN 3-205-79533-4.
- mit Andreas Oberprantacher (Hg.): Mensch sein – Fundament, Imperativ oder Floskel? Beiträge zum 10. Internationalen Kongress der Österreichischen Gesellschaft für Philosophie in Innsbruck. Innsbruck 2017, ISBN 978-3-903122-79-6.
- mit Andreas Oberprantacher, Marie-Luisa Frick (Hg.): Crisis and Critique: Philosophical Analysis and Current Events, Proceedings of the 42nd International Wittgenstein Symposium. Berlin u. a. 2021. doi: 10.1515/9783110702255 ISBN 978-3-11-070214-9.